# ドラゴリー
ドラゴリーは、特撮テレビドラマ『ウルトラマンA』をはじめとする「ウルトラシリーズ」に登場する架空の怪獣（超獣）。別名は蛾超獣。

## 『ウルトラマンA』に登場するドラゴリー
『ウルトラマンA』第7話「怪獣対超獣対宇宙人」、第8話「太陽の命・エースの命」に登場。
ヤプールが蛾と宇宙生物を合成して生み出した超獣。口から放射する高熱火炎と両腕から放つロケット弾（ミサイル）が武器。超獣の中でも特に凶暴とされ、ムルチ（2代目）を腕で口から2つに引き裂いて殺すなど、大変な怪力の持ち主である。
妖星ゴランを爆破するためのマリア1号・2号の発射計画を妨害しようとTAC基地の付近に現れ、基地に向かう途中でウルトラマンAを苦戦させるが、エースバリアで封印される。その後、ヤプールにエースバリアを解いてもらい、メトロン星人Jr.と組んでAと再び激突するが、エースバリアでメトロン星人Jr.と共に再び封印される。やがて封印が解けるとメトロン星人Jr.と組んで三度Aと交戦し、メトロン星人Jr.が倒された後も単身で挑んでエネルギー切れに追い込むが、太陽エネルギーを得て復活したAにパンチで右腹に穴を開けられて怯んだところをエースブレードで首を切断され、メタリウム光線で胴体を爆破されて絶命した。
- オープニングでの肩書きは、「蛾超獣」ではなく単に「超獣」とされている。
- 脚本では八つ裂きにする相手はムルチ（2代目）ではなくシーゴラスの予定で、学習雑誌にも予告が打たれていた。本放送当時に連載された『幼稚園』の漫画版では、これに準じた展開になっている。
- ヤプールに指揮されるところを地球人は目撃していないため、『ウルトラマンメビウス』第25話ではメトロン星人Jr.に指揮されていたとの旨がGUYSのアーカイブドキュメントTACに記録されている[注釈 1]。
- 『ウルトラ怪獣攻げき技大図鑑』では、ロケット弾はバーニングウイングと名付けられた。

## 『ウルトラマンメビウス』に登場するドラゴリー
『ウルトラマンメビウス』第25話「毒蛾のプログラム」に登場。
『A』に登場したドラゴリーが復活したもので、GUYSのアーカイブドキュメントTACにデータが記録されている。ヤプールの復讐の意志によって蘇ったためにヤプールエネルギーがあまり検出されない身体には、かつての「地球に接近した妖星ゴランを破壊するためのマリアミサイルを破壊する」という命令が残っており、それを実行するためにミサイル基地跡に出現する。初代に比べ、口角が下がり手足が長くなっている。また、初代では後頭部にウロコが飛び出ている箇所があったが、それも無くなっている。
フェニックスネストにミサイルがあると思い込み、巨大蛾に変身して異次元物理学の権威・フジサワ教授に憑依し、基地ごと破壊しようと目論む。しかし、その考えはフジサワ教授に読まれていたため、作戦に失敗して基地近くで実体化し、メビウスと交戦する。両眼の破壊光線（電撃）と両手から放つロケット弾、怪力でメビウスを攻め立てるが、GUYSの援護によって形勢は逆転する。さらに、異次元に逃げようと飛び上がったところ、フジサワ教授が開発したメテオール「リージョン・リストリクター」によって逃げ道を塞がれて墜落し、最後はメビウスブレイブのブレードオーバーロードによって倒された。
- スーツアクター：相馬絢也
- 巨大蛾は板野一郎がデザインし、3DCGで描写された[12]。
- 当初はホタルンガを登場させて平家の落ち武者=怪談話にする予定だったが、シリアスな話が続くことからドラゴリーを登場させ、コメディ調の話に変更された[13]。

## 『ウルトラギャラクシー大怪獣バトル』に登場するドラゴリー
『ウルトラギャラクシー大怪獣バトル』第11話「ウルトラマン」に登場。
ヴィンセント島に上陸し、ゴモラと戦うベロクロンに加勢するが、そこにゴモラの援軍としてエレキングも加わり、怪獣対超獣のタッグマッチとなる。口からの火炎弾などでエレキングを相手に善戦するが、ベロクロンが倒されるとゴモラやエレキングから攻撃され、最後はエレキングの放電光線を受けて倒された。その結果、レイたちZAPクルーは、家族を失ったために怪獣を嫌悪しているアトウから、ヴィンセント島に怪獣が出現した原因だと疑われてしまうこととなる。
- スーツアクター：末永博志
- オープニングではサドラと対決している。

## 『ウルトラギャラクシー大怪獣バトル NEVER ENDING ODYSSEY』に登場するドラゴリー
『ウルトラギャラクシー大怪獣バトル NEVER ENDING ODYSSEY』第4話「困惑の再会」に登場。
メトロン星人（RB）に操られる。レイのゴモラと戦うが、暴走してレイオニクスバーストとなっていたゴモラには手も足も出ず、叩きのめされた。超振動波を受けてダメージを負い、身の危険を感じたメトロン星人によって回収された。
- スーツアクター：末永博志
- オープニングではアントラーと対決している。

## 『大怪獣バトル ウルトラ銀河伝説 THE MOVIE』に登場するドラゴリー
映画『大怪獣バトル ウルトラ銀河伝説 THE MOVIE』に登場。
ウルトラマンベリアルのギガバトルナイザーの力で怪獣墓場から復活し、ベリアル軍団の1体となる。他の怪獣軍団と共にウルトラセブンに襲いかかるが、最後はベリアルのギガバトルナイザーによる攻撃の巻き添えになって爆散する。
回想シーンでもレイブラッド星人が率いる怪獣軍団の中に姿が確認できる。また、百体怪獣ベリュドラの胴体を構成する怪獣の1体となっている。

## 『ウルトラマンギンガ』に登場するドラゴリー（SD）
『ウルトラマンギンガ』第5話「夢を憎むもの」に登場。
スパークドールズは、一時的に邪悪な心に支配されてダークダミースパークを生み出した健太が持っていたもので、本来はダークライブのために渡されていた。だが、健太がヒカルの説得と鉄拳で正気に戻ったため、健太がライブすることはなく、ジャンキラーと戦うためにヒカルがウルトライブする。ジャンキラーとの力比べでも一歩も退かず、やや劣勢ながらも怪力のみで渡り合うなど超獣の強さを見せつけ、善戦する。その後、ヒカルがウルトラマンギンガにウルトライブしたことにより、スパークドールズに戻る。
- スーツアクター：福島龍成
- 『スパークドールズ劇場』には未登場だが、スパークドールズ劇団がナビゲーターを務める『新ウルトラマン列伝』第16話に登場した際には、語尾に「であります」と付けるなど軍人のような言葉遣いが特徴で、特技はムルチを八つ裂きにした初代にちなんだ「ムルチの三枚下ろし」。口癖は「イエッサー」と「ドララララ」。周りからは「ドラちゃん」、もしくは「ドラさん」と呼ばれる。声の担当は外島孝一。

### 『ウルトラマンギンガ 劇場スペシャル ウルトラ怪獣☆ヒーロー大乱戦!』に登場するドラゴリー（SDI）
映画『ウルトラマンギンガ 劇場スペシャル ウルトラ怪獣☆ヒーロー大乱戦!』に登場。
ライブパッドを使った「ウルトライブシミュレーション」で健太がライブ。システムを使った怪獣同士の戦いを提案したのも健太であり、宣言した直後にヒカルがライブしたゾアムルチ（SDI）を奇襲するが、友也がライブしたゼットン（SDI）の1兆度の火球にあっけなく敗退する。
- ゾアムルチとの戦いは『A』第8話を再現しているが、勝敗は異なる[24]。

### 『ウルトラマンギンガS』に登場するドラゴリー（SD）
『ウルトラマンギンガS』第10話「未来への聖剣」に登場。
ガッツ星人ボルスト（SD）が2人に分身し、ベロクロン（SD）と同時にモンスライブする。どちらもボルストがライブした存在という特性を活かした連携でウルトラマンビクトリーを圧倒し、猛毒の牙で一度は敗北に追いやる。再度出現した際にはウルトラマンギンガストリウムと対決し、こちらもベロクロン（SD）との連携で優位に立つ。だが、ビクトリーにシェパードンセイバーを手にされた後には形勢が逆転し、最後はギンガスパークランスでベロクロン（SD）共々串刺しにされ、身動きが取れなくなったところをビクトリーのシェパードンセイバーフラッシュで倒される。
- スーツアクター：岡部暁
- 前作でヒカルがウルトライブした個体については、語られていない。

### 『ウルトラファイトビクトリー』に登場するドラゴリー
『ウルトラファイトビクトリー』に登場。
ヤプールによってベロクロンやバキシムと共に惑星グアに送り込まれ、口から火炎弾を放ってアストラと激闘を繰り広げる。最後は、火炎弾を回避したアストラとウルトラマンレオによるダブルキックでバキシム共々倒される。

## その他の作品に登場するドラゴリー
- 『ウルトラゾーン』第19話のミニコーナー「怪獣ことわざ」では、「むりが通ればドラゴリーが引っ込む」ということわざが紹介されている[30]。